# Gagea aipetriensis
Gagea aipetriensis är en liljeväxtart som beskrevs av Igor Germanovich Levichev. Gagea aipetriensis ingår i Vårlökssläktet och i familjen liljeväxter.
Artens utbredningsområde är Krym. Inga underarter finns listade.